# Neophema chrysogaster
El periquito ventrinaranja (Neophema chrysogaster) es una especie de ave psitaciforme de la familia de los Psittaculidae endémica del sur de Australia y Tasmania. Se encuentra en grave peligro de extinción, y no se estiman más de 150 ejemplares en estado salvaje, y se mantiene una población en cautividad de otros 150. Cría en el suroeste de Tasmania, y emigra al continente después de la misma.